# Atlanta FaZe
Pour l'équipe principale, voir Faze Clan.
Pour ligue compétitive, voir Call of Duty League.
Atlanta FaZe est une équipe d'esports professionnelle américaine de la Call of Duty League (CDL) basée à Atlanta, en Géorgie. Cette équipe est un partenariat entre les structures FaZe Clan et Atlanta Esports Ventures. 

## Histoire
Le 2 mai 2019, Activision Blizzard annonce qu'Atlanta Esports Ventures a acheté l'un des cinq premiers emplacements de franchise pour la Call of Duty League, Atlanta ayant été annoncée comme l'une des cinq premières villes à accueillir une équipe de CDL pour sa saison inaugurale 2020. Selon ESPN, l'éditeur Activision Blizzard cherchait à vendre des places aux villes américaines souhaitant intégrer une équipe au sein de la ligue franchisé (comme la NBA) pour environ 25 millions de dollars par équipe ,. « Nous avons l'opportunité de jouer une fois de plus un rôle central dans la communauté diversifiée de l'e-sport d'Atlanta en apportant l'avenir de l'e-sport Call of Duty à la ville », avait déclaré Paul Hamilton dans un communiqué lors de l'acquisition du slot.
L'équipe, qui est un partenariat entre Atlanta Esports Ventures et FaZe Clan, est annoncé en octobre 2019. C'est l'une des douze premières franchises à participer à la première COD League,. ATL FaZe est la deuxième équipe franchisé ayant pour siège la ville Atlanta après Atlanta Reign (appartenant aussi l'Atlanta Esports Ventures) sur l'Overwatch League et est la troisième équipe régionale pour FaZe Clan. 
ATL FaZe annonce son roster de joueurs pour la saison inaugurale le même mois. Comme la ligue était calquée sur le format régional des équipes sportives traditionnelles et de l'Overwatch League, tous les joueurs sont basés dans la région d'Atlanta. L'entraîneur de l'équipe est James « Crowder » Crowder, connu pour avoir remporté le championnat Call of Duty 2015 en tant que membre de Denial Esports.
L'équipe possède une académie, l'AF Academy, pour ces jeunes joueurs depuis janvier 2020 mais qui reste active seulement quelques mois.
L'équipe remporte l'Atlanta Home Series en février 2020, suivie d'une victoire lors de la Florida Home Series en mai, ce qui en fait la deuxième équipe après Dallas Empire à remporter deux tournois. 
En mai 2020, Atlanta FaZe devient l'équipe avec le meilleur classement de la COD League.
Ils remportent les playoffs de la Call of Duty League lors de la saison 2021 et deviennent donc champion du monde pour la première fois.

## Roster actuel
| Nat. | Pseudo  | Nom            | Rôle   | Date d'entrée   |
| ---- | ------- | -------------- | ------ | --------------- |
|      | aBeZy   | Tyler Pharris  | Joueur | 26 octobre 2019 |
|      | Cellium | McArthur Jovel | Joueur | 26 octobre 2019 |
|      | Simp    | Chris Lehr     | Joueur | 26 octobre 2019 |
|      | Drazah  | Zack Jordan    | Joueur | 20 juillet 2023 |

|  | Crowder | James Crowder      | Coach | 22 septembre 2019 |
|  | RJ      | Richard Simoncelli | Coach | 24 septembre 2019 |

## Palmarès et résultats

### Aperçu des saisons
| Saison | Saison régulière | Saison régulière | Saison régulière | Saison régulière | Saison régulière | Saison régulière | Saison régulière | Rang final | Les séries éliminatoires                                                     |
| Saison | J                | G                | P                | %G               | GW               | GL               | GW%              | Rang final | Les séries éliminatoires                                                     |
| ------ | ---------------- | ---------------- | ---------------- | ---------------- | ---------------- | ---------------- | ---------------- | ---------- | ---------------------------------------------------------------------------- |
| 2020   | 33               | 26               | 7                | 78,8%            | 86               | 46               | 65,2%            | 1er        | 2e, Défaite en Grande Finale, 1–5 (face à Dallas Empire)                     |
| 2021   | 41               | 34               | 7                | 82,9%            | 123              | 53               | 69,9%            | 1er        | 1er, victoire de la grande finale, 5–3 (face à Toronto Ultra)                |
| 2022   | 41               | 28               | 13               | 68,3%            | 102              | 70               | 59,3%            | 1er        | 2e, Défaite en Grande Finale, 2–5 (face aux LA Thieves)                      |
| 2023   | 47               | 31               | 16               | 66,0%            | 112              | 81               | 58,0%            | 1er        | 3e, défaite en finale des loser bracket, 1–3 (face aux NYSL)                 |
| 2024   | 45               | 37               | 8                | 82,2%            | 126              | 52               | 70,8%            | 1er        | 5e/6e, perdu au deuxième tour des loser bracket, 0–3 (face à Toronto Ultra)  |
| 2025   | 45               | 34               | 11               | 75,6%            | 119              | 64               | 65,0%            | 2e         | 5e/6e, perdu au deuxième tour des loser bracket, 0–3 (face à Miami Heretics) |

### Victoires dans les principaux tournois

#### Événements CDL
| Date       | Prix        | Événement                                 | Liste                                           |
| ---------- | ----------- | ----------------------------------------- | ----------------------------------------------- |
| 23/02/2020 | 60 000 $    | Call of Duty League 2020 Week 3 - Atlanta | aBeZy • Simp • Cellium • MajorManiak • Priestah |
| 10/05/2020 | 50 000 $    | Call of Duty League 2020 Week 7 - Florida | aBeZy • Simp • Cellium • MajorManiak • Priestah |
| 07/03/2021 | 200 000 $   | Call of Duty League 2021 - Stage 1 Major  | aBeZy • Simp • Cellium • Arcitys                |
| 16/05/2021 | 200 000 $   | Call of Duty League 2021 - Stage 3 Major  | aBeZy • Simp • Cellium • Arcitys                |
| 20/06/2021 | 200 000 $   | Call of Duty League 2021 - Stage 4 Major  | aBeZy • Simp • Cellium • Arcitys                |
| 22/08/2021 | 1 200 000 $ | Call of Duty League Championship 2021     | aBeZy • Simp • Cellium • Arcitys                |
| 05/02/2023 | 200 000 $   | Call of Duty League 2023 - Major 2        | aBeZy • Simp • Cellium • SlasheR                |
| 24/03/2024 | 150 000 $   | Call of Duty League 2024 - Major 2        | aBeZy • Simp • Cellium • Drazah                 |
| 02/02/2025 | 150 000 $   | Call of Duty League 2025 - Major 1        | aBeZy • Simp • Cellium • Drazah                 |
| 23/03/2025 | 150 000 $   | Call of Duty League 2025 - Major 2        | aBeZy • Simp • Cellium • Drazah                 |

#### Autres événements
| Date       | Prix      | Événement                                            | Liste                           |
| ---------- | --------- | ---------------------------------------------------- | ------------------------------- |
| 18/08/2024 | 600 000 $ | Esports World Cup - Call of Duty MWIII - Multiplayer | aBeZy • Simp • Cellium • Drazah |

### Réalisations individuelles

#### Season MVP
- 2021 : Chris « Simp » Lehr
- 2022 : McArthur « Cellium » Jovel
- 2024 : Chris « Simp » Lehr

#### Champs MVP
- 2021 : Tyler « aBeZy » Pharris

#### 1st Team All-Star
- 2022 : McArthur « Cellium » Jovel
- 2023 : McArthur « Cellium » Jovel & Tyler « aBeZy » Pharris
- 2024 :  McArthur « Cellium » Jovel & Chris « Simp » Lehr
- 2025 : McArthur « Cellium » Jovel & Chris « Simp » Lehr

#### 2nd Team All-Star
- 2022 : Chris « Simp » Lehr
- 2024 : Zack « Drazah » Jordan
- 2025 : Zack « Drazah » Jordan & Tyler « aBeZy » Pharris